# 소림대사
"소림대사"(少林大師)는 한국에서 제작된 남기남 감독의 1984년 영화이다. 장일도 등이 주연으로 출연하였고 김병석 등이 제작에 참여하였다.

## 출연

### 주연
- 장일도
- 라애

## 기타
- 조명: 손한수
- 녹음: 김성찬